# 緒方敬志
绪方敬志（—1944年8月1日）是第二次世界大战期间的一位大日本帝國陸軍大佐。天寧島戰役期間，绪方敬志是天宁岛日本守军的指挥官。在美军登陆天宁岛时，绪方所组织的防守较差，美军未遇大规模抵抗便成功登上滩头。緒方敬志在发动反击失败后被迫率部撤入岛屿内陆地区。日军战败后，绪方敬志切腹自杀。